# Siróka
Siróka (ukránul: Широке) falu Ukrajnában, Kárpátalján, a Huszti járásban.

## Fekvése
Alsóbisztra mellett fekvő település a Huszt és Ökörmező közötti út közelében.

## Nevének eredete
A Siróka helységnév ruszin víznévi eredetű, Alapja a ruszin-ukrán Широкий потік  és a широкый~широкий (széles) pataknév ’széles’ (Чопей) melléknév nőnemű formája, jelentése ’Széles (víz, folyó)’. A hivatalos ukrán Широке semleges nemű alakja. 

## Története
Nevét 1898-ban Siroka (hnt.) néven említették először. További névváltozatai: 1907-ben Siroka, 1913-ban Siróka (hnt.), 1930-ban Široká, 1944-ben Siróka, Широкa, 1983-ban Широке.
Alsóbisztra külterületi lakott helye volt, 2020-ig közigazgatásilag is hozzá tartozott.